# Kiš (ostrov)
Kiš je ostrov v Perském zálivu, který je součástí Íránu.
Ostrov je hlavní turistickou destinací (letovisko) Íránu a má statut speciální ekonomické zóny tzv. zóny volného obchodu (FTZ). Po dobu 14 dní nejsou k návštěvě ostrova potřebné víza – platí pouze menší omezení pro občany Spojených státy a Spojeného království (doprovod na letiště 14 den pobytu).
Ostrov má rozlohu 91,5 km2 s nejvyšším bodem 43 m n. m. Je vzdálen 19 km od íránské pevniny. Pobřeží ostrova tvoří zčásti korálový útes. Ostrov má bohaté zdroje podzemní vody. Počasí na ostrově je suché, nachází se v tropickém pásu. Roční úhrn srážek je v průměru za 8 let 145 mm s maximální intenzitou v zimních měsících (na jaře téměř neprší). Průměrná roční teplota 26,6 °C. Vlhkost vzduchu 60%. Vegetace ostrova je přizpůsobena suchému klimatu — rostliny z rodu naditec (např. naditec jehnědokvětý), blahovičník, akácie, strbouleň. V období portugalské nadvlády se na ostrově začala pěstovat réva vinná a fíkovník banyán.
Na ostrově leží jedno město Kiš s populací 39 853 (2015). Obyvatelé si říkají Kišunďané (کیشوند) a mluví perským jazykem. Správa ostrova spadá do okresu Bandar Lenge, provincie Hormozgán.
Ostrov nesl v minulosti různá jména, antičtí Řekové ho nazývaly Arakia (Αρακία) nebo později portugalští mořeplavci jako Quis (Quixe). Význam ostrova byl v prvé řadě námořní, jako zastávka pro doplnění surovin. Ve starověku a v raném středověku se o nadvládu ostrova střídali arabské a perské dynastie. Ve 12. století ostrov patřil do Seldžukům. Od roku 1509 byl ostrov pod nadvládou Portugalského království. Od roku 1621 je ostrov součástí Íránu, když ho pro Safíovskou dynastii získal vojensky gruzínský mamluk Emámkolí Chan.
Tradičním zaměstnáním obyvatelů ostrova je rybolov a chov dobytka. Vyhlášené jsou hrnčířské produkty, kvůli kvalitní zemině, která se těží z 30 m hloubky. V minulosti (středověk) byl ostrov znám produkcí perel, která byla později vytlačena levnější produkcí z východní Asie.
Mezi turistické atrakce ostrova patří mimo přírodního bohatství vrak "Kašti júnání" (کشتی یونانی, Řecká loď, Greek ship) původně nákladní lodi "Khoula F", která v roce 1966 najela na mělčinu jihozápadního pobřeží ostrova.